# Гуржеєв Олександр Павлович
Олександр Павлович Гуржеєв (рос. Александр Павлович Гуржеев; нар. 20 листопада 1951, Свердловськ, РРФСР) — радянський російський футболіст та український тренер, виступав на позиції півзахисника.

## Кар'єра гравця
Вихованець клубу «Уралмаш» (Свердлвськ), у футболці якого 1968 року розпочав футбольну кар'єру. У 1970 році призваний на військову службу, яку проходив у мінському «Динамо». По завершенні служби повернувся до «Уралмашу». У 1976 році протягом півроку перебував у заявці сімферопольської «Таврії», проте у футболці кримського клубу не зіграв жодного офіційного матчу й по ходу сезону повернувся до «Уралмашу». У 1980 році перейшов до запорізького «Металурга», у футболці якого завершив кар'єру футболіста 1982 року.

## Кар'єра тренера
По завершенні кар'єри гравця розпочав тренерську діяльність. У 1982 році був одним з організаторів та перших тренерів запорізького «Торпедо». У 1984 році старшим тренером команди призначили Григорія Вуля, а Гуржеєв залишився йому допомагати. У липні 1987 року, після звільнення Вуля, знову очолив «Торпедо». З 1989 року тренував аматорський клуб «Орбіта» (Запоріжжя), а також збірну УРСР з футзалу. У 1991—1992 роках очолював ліванський клуб «Аль-Маджид» (Бейрут). Потім допомагав тренувати херсонську «Таврію» та «Уралмаш» (Єкатеринбург). З 1997 по 1998 рік очолював запорізьке «Динамо». Потім тренував футзальні клуби ДСС (Запоріжжя), «Уніспорт-Будстар» (Київ) та «Заоріжкокс» (Запоріжжя). У 2004 році тренував в'єтнамський «Донг Тап», а також казахський футзальний клуб «Актюбинець» (Актобе). У 2005—2006 роках тренував МФК «Тюмень», після чого знову очолив футзальний клуб ДСС (Запоріжжя). У 2008 році прийняв зарошення від запорізької ДЮСШ «Металург». 23 вересня 2009 року призначений головним тренером «Металургу-2» (Запоріжжя), яким керував до 2010 року. З 2011 року тренував дітей у ДЮСШ «Динамо» (Київ) імені В. Лобановського. Також читав лекції на футбольній кафедрі Національного університету фізичного виховання та спорту України.

## Досягнення

### Як тренера
«Уніспорт-Будстар» (Київ)
- Чемпіонат України
  -  Чемпіон (1): 2001
  - Кращий тренер України з футзалу: 2001

### Індивідуальні
- Найкращий молодий футбольний тренер Української РСР (1984)
- Увійшов у трійку найкращих тренерів України (3): 1998/99, 1999/00, 2000/01

### Відзнаки
- Заслужений тренер України